# Arquidiocese de Łódź
A Arquidiocese de Łódź (em latim: Archidiœcesis Lodziensis) é uma arquidiocese localizada na cidade de Łódź, na Polônia. A arquidiocese cobre a área central da voivodia de Łódź. Em 2016, a frequência à missa semanal era de 23,4% da população católica da arquidiocese, tornando-a a segunda diocese menos devota da Polônia, depois da Arquidiocese de Szczecin-Kamień (22,7%).

## Território
A arquidiocese compreende a parte central da Łódź voivodia.
A sede arquiepiscopal é a cidade de Łódź, onde está localizada a catedral de São Estanislau Kostka. Em Piotrków Trybunalski está a basílica menor de São Tiago.
O território está dividido em 35 decanatos e 219 freguesias.

## História
A diocese de Łódź foi erigida pelo papa Bento XV com a bula Christi Domini de 10 de dezembro 1920, obtendo o território da arquidiocese de Varsóvia, da qual era originalmente sufragânea.
Em 28 de outubro 1925 após a bula Vixdum Poloniae unitas do Papa Pio XI a diocese sofreu algumas mudanças territoriais.
Em 1939 o bispo Kazimierz Tomczak foi preso pelos nazistas, em 1941 junto com o bispo Jasiński foi internado em um mosteiro. Jasiński voltou à diocese em 1944 e somente no verão 1945 conseguiu retomar seu governo.
Em 25 de março 1992, como parte da reorganização das dioceses polonesas desejada pelo Papa João Paulo II com a bula Totus tuus Poloniae populus, ele cedeu uma parte de seu território em benefício da ereção da diocese de Łowicz e ao mesmo tempo foi elevada à categoria de arquidiocese sujeito imediato à Santa Sé.
Em 24 de fevereiro 2004 foi elevado a sede metropolitana com a bula Spiritale incrementum do Papa João Paulo II.

## Arcebispos
| #                        | Nome                           | Período    | Notas                         |
| Arcebispos               | Arcebispos                     | Arcebispos | Arcebispos                    |
| ------------------------ | ------------------------------ | ---------- | ----------------------------- |
| 3º                       | Grzegorz Wojciech Cardeal Ryś  | 2017-Atual |                               |
| 2º                       | Marek Jędraszewski             | 2012-2017  | Nomeado Arcebispo de Cracóvia |
| 1º                       | Władysław Ziółek               | 1992-2012  |                               |
| Bispos                   |                                |            |                               |
| 5º                       | Władysław Ziółek               | 1986-1992  |                               |
| 4º                       | Józef Rozwadowski              | 1968-1986  |                               |
| 3º                       | Michał Klepacz                 | 1946-1967  |                               |
| 2º                       | Włodzimierz Bronisław Jasiński | 1934-1946  |                               |
| 1º                       | Vincenzo Tymieniecki           | 1921-1934  |                               |
| Bispos auxiliares        |                                |            |                               |
|                          | Zbigniew Daniel Wołkowicz      | 2024-      | Atual                         |
|                          | Piotr Kleszcz, O.F.M.Conv.     | 2024-      | Atual                         |
|                          | Marek Grzegorz Marczak         | 2017-      | Atual                         |
|                          | Ireneusz Józef Pękalski        | 1999-2025  | Bispo auxiliar emérito        |
|                          | Adam Lepa                      | 1987-2014  |                               |
|                          | Władysław Ziółek               | 1980-1986  | Elevado a Bispo               |
|                          | Bogdan Bejze                   | 1963-2005  |                               |
|                          | Jan Fondalinski                | 1957-1971  |                               |
|                          | Jan-Wawrzyniec Kulik           | 1959-1993  |                               |
|                          | Kazimierz Tomczak              | 1927-1967  |                               |
| Administrador apostólico |                                |            |                               |
|                          | Marek Grzegorz Marczak         | 2017       | Bispo auxiliar do mesmo       |